# ARM (entreprise)
Pour les articles homonymes, voir ARM.

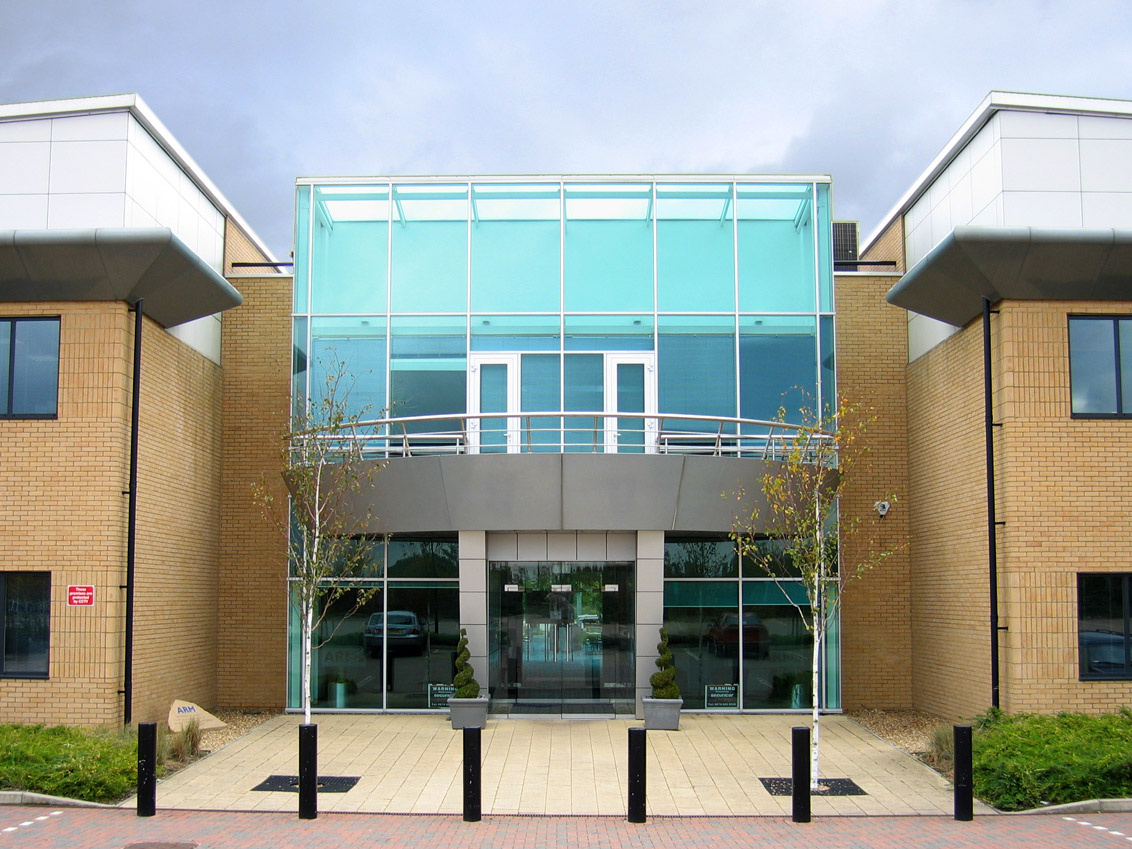
Bâtiment de l'entreprise

ARM est une société britannique spécialisée dans le développement de processeurs d'architecture 32 bits et d'architecture 64 bits de type RISC. Filiale de SoftBank depuis 2016. ARM développe également un grand nombre de blocs de propriété intellectuelle (IP). ARM est désormais présent dans le monde entier et son siège historique se situe à Cambridge.

## Histoire
ARM est fondée sous la forme d'une coentreprise par Acorn Computers, Apple Computer (aujourd’hui Apple Inc.) et VLSI Technology.
Anciennement, « ARM » signifiait Advanced RISC Machines, et encore avant, Acorn RISC Machine.
En mai 2016, ARM lance une offre d'acquisition de 350 millions de dollars sur Apical, une entreprise employant 100 personnes.
Le 18 juillet 2016, SoftBank annonce le rachat d'ARM, pour environ 31 milliards de dollars.
En juin 2018, ARM annonce la vente d'une participation de 51 % dans sa filiale en Chine pour 775 millions de dollars.
En septembre 2020, Nvidia annonce le rachat de ARM pour 40 milliards de dollars,. Ce rachat devait être finalisé d'ici mars 2022, sous réserve d'approbation des autorités réglementaires, tel que le Competition and Markets Authority (l'équivalent britannique de l'Autorité de la concurrence). Le 8 février 2022 Nvidia abandonne le rachat à la suite du refus du régulateur.

## Activité
Elle est basée sur un modèle économique particulier de la microélectronique : la conception de propriétés intellectuelles (Intellectual Properties). Ainsi il n'est pas possible d'acheter un processeur ARM comme c'est le cas pour Intel. Les cœurs ARM sont intégrés au sein de systèmes sur puces (SoC) complets.
Les cœurs de processeurs ARM sont très présents dans les systèmes embarqués (téléphone mobile, console portable, tablette tactile).
ARM a développé la norme AMBA qui est aujourd'hui un standard de bus informatique pour les SoC.